# Међународни дан књиге за децу
Међународни дан књиге за децу (International Children's Book Day — ICBD) обележава се 2. априла. Установљен 1967. године на основу одлуке Унеска, како би се деци слала порука о магији књижевног надахнућа и важности развијања љубави према писаној речи. Дан књиге за децу прославља се на дан рођења Ханса Кристијана Андерсена, творца многих бајки и песама које су обележиле детињство генерација деце широм планете.
Организатор Међународног дана књиге за децу је Међународни комитета за књиге за младе (IBBY – International Board on Books for Young People), непрофитна организација при Унеску и Уницефу, основана 1953. године у Швајцарској, чија је основна мисија промовисање квалитетних књига за децу.

## Обележавање Међународног дана књиге за децу
Сваке године, нека од секција Међународног комитета за књиге за младе IBBY, у земљама широм света, домаћин је ове манифестације.

### Домаћини манифестације, од оснивања
- 1967 - Швајцарска, под слоганом „Стабло дечјих књига” (A Children's Book Tree)
- 1968 - Југославија, под слоганом „Порука деци широм света” (Message to Children all over the vord)
- 1969 - Шведска, под слоганом „Пријатељи преко граница” (Friends across the frontiers)
- 1970 - Југославија, под слоганом „Децо — шта књига значи за вас?” (Children — What Does a Book Mean to You?)
- 1971 - Аустрија, под слоганом „Књига је детету најбољи пријатељ” (A Book Is A Kid's Best Friend)
- 1972 - Сједињене Америчке Државе, под слоганом „Нађи пријатеља преко књиге” (Find a Friend With a Book)
- 1973 - Чехословачка, под слоганом „Књиге за сву децу на свету” (Books for All Children in the World)
- 1974 - Уједињено Краљевство, под слоганом „Где год да идеш понеси књигу” (Take a Book Wherever You Go)
- 1975 - Данска, под слоганом „Брдо вилењака” (The Hill Of Elves)
- 1976 - Иран, под слоганом „Шта год је настало под капом небеском, неко је за то заслужан. Ако желиш да упознаш све и свакога, читај књигу и забави се.” (Whatever hes come under the sun has been accounted for by someone. If you are wish to know all and every one read a book and have a lot of funn.)
- 1977 - Француска, под слоганом „Радост читања” (The Joy of Reading)
- 1978 - Аустралија, под слоганом „Свет живота у књигама” (A World of Living in Books)
- 1979 - Бугарска, под слоганом „Књига — извор пријатељства” (The Book — a Source of Friendship)
- 1980 - Пољска, под слоганом „Књига је прозор у свет” (A Book is a Window into the World)
- 1981 - Савезна Република Немачка, под слоганом „Читање је забавно” (Reading is Fun)
- 1982 - Кипар, под слоганом „Књига — Сунце мира” (The Book — Sun of Peace)
- 1983 - Венецуела, под слоганом „Храна и читање: Ствари које су нам неопходне” (Eat and Read: Things we Need)
- 1984 - Бразил, под слоганом „Књиге и дељење” (Books and Sharing)
- 1985 - Аустрија, под слоганом „Живети заједно — читати заједно” (Leaving Together — Reading Together)
- 1986 - Чехословачка, под слоганом „Не дозволи никоме да украде сунце” (Let No One Steel the Sun)
- 1987 - Совјетски Савез, под слоганом „Деца, књиге, свет” (Children, Books, the World)
- 1988 - Аустралија, под слоганом „Чаробни ћилим” (The Magic Carpet)
- 1989 - Гана, под слоганом „Подели искуство читања — читај” (Share the Reading Experience - Read)
- 1990 - Канада, под слоганом „Књиге: Путеви до многих светова” (Books: Paths to Many Worlds)
- 1991 - Грчка, под слоганом „Књиге — Свици у мраку” (Books — Fireflies in the Dark)
- 1992 - Колумбија, под слоганом „Читање је Румба!” (Reading Is A Rumba!)
- 1993 - Иран, под слоганом „Књиге - Приче јучерашњице, тајне сутрашњице” (Books — Stories of Yesterday, Secrets of Tomorrow)
- 1994 - Сједињене Америчке Државе, под слоганом „Свет припада онима који читају” (The World Belongs to Readers)
- 1995 - Јапан, под слоганом „Књиге - заједничко искуство” (Books - a Shared Experience)
- 1996 - Данска, под слоганом „Књиге су пасош за унутрашњи свет” (Books are a Passport to the Inner Ward)
- 1997 - Словенија, под слоганом „Детињство је поезија живота, поезија је детињство света” (Childhood is Poetry of Life, Poetry is the Childhood of the World)
- 1998 - Белгија, под слоганом „Отворите књигу и чаробне почетке” (Open the Book and the Magic Starts)
- 1999 - Шпанија, под слоганом „Моја књига, моја љубав” (My Book, My Love)
- 2000 - Финск, под слоганом „Тајна је у књизи - Књига је тајна” (The Secret is in the Book - The Book is the Secret)
- 2001 - Мађарска, под слоганом „Књиге имају све” (Books Have It All)
- 2002 - Аустрија, под слоганом „Попни се до врха књигу по књигу” (Climbing up Book by Book)[4]
- 2003 - Бразил, под слоганом „Књиге: Свет у очаравајућој мрежи” (Books: The World in an Enchanted Network)
- 2004 - Грчка, под слоганом „Светлост књига” (The Light of the Books)
- 2005 - Индија, под слоганом „Књиге су моје магичне очи” (Books Are My Magic Eyes)
- 2006 - Словачка, под слоганом „Судбина књига записана је у звездама” (The destiny of books is written in the stars)
- 2007 - Нови Зеланд, под слоганом „Приче окружују свет” (Stories Ring the World)
- 2008 - Тајланд, под слоганом „Књиге просветљују; знање доноси радост” (Books enlighten; knowledge delights)
- 2009 - Египат, под слоганом „Ја сам свет” (I am the World)
- 2010 - Шпанија, под слоганом „Књига те чека, пронађи је!” (A book is waiting for you, find it!)
- 2011 - Естонија, под слоганом „Књиге памте” (The Book Remembers)
- 2012 - Мексико, под слоганом „Некада давно постојала је прича која се причала широм света” (Once upon a time, there was a story that the whole world told)
- 2013 - Сједињене Америчке Државе, под слоганом „Радост књиге! Око света” (Bookjoy! Around the World)
- 2014 - Ирска, под слоганом „Замисли нације кроз причу” Imagine Nations Through Story(
- 2015 - Уједињени Арапски Емирати, под слоганом „Много култура – једна прича” (Many Cultures – One Story)[5]
- 2016 - Бразил, под слоганом „Било једном...” (Once upon a time ....)
- 2017 - Русија, под слоганом „Растимо с књигом” (Let us grow with the book!)[2]
- 2018 - Летонија, под слоганом „У књизи је мало велико” (The small is big in a book)[6]
- 2019 - Литванија, под слоганом „Књиге нам помажу да успоримо” (Books help us slow down)[7]

### Међународни дан књиге за децу у Србији
У Србији се овај дан обележава низом активности. У готово свим градовима у библиотекама се организују програми за децу: разговори са дечјим писцима, представљање нових књижевних дела, литерарни и ликовни конкурси, радионице и друге различите манифестације.